# Equació de Kepler

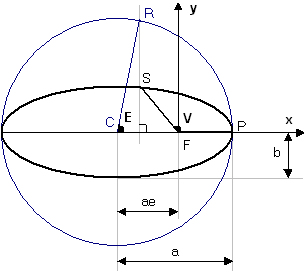
Diagrama que permet demostrar l'equació de Kepler i, per tant, calcular la posició d'un planeta en la seva òrbita en un instant t cualquiera. L'el·lipse és l'òrbita del planeta, amb l'estrella ocupant el focus F. L'objectiu és calcular el temps que necessita el planeta per moure's des del periheli (per al Sol, en general periàpside) P a un punt donat S. La circumferència principal és la circumferència auxiliar de ràdio que farem servir per demostrar l'equació de Kepler.

Kepler va descobrir les lleis que regeixen el moviment dels planetes al voltant del Sol. Els planetes giren en una òrbita el·líptica, un dels focus  F  l'ocupa el Sol, però  no  ho fan amb un moviment uniforme, sinó segons la llei de les àrees escombrant el radi vector Sol-Planeta àrees iguals en temps iguals. El plasmat matemàtic d'aquesta llei és l'Equació de Kepler:
{\displaystyle M=E-e\,\mathrm {sin} \,E}
on:
- M és l'anomalia mitjana o angle que recorreria un planeta fictici que es mogués amb moviment uniforme por la circumferència principal,
- {\displaystyle e\ (0\leq e<1)} és l'excentricitat de l'el·lipse i
- E és l'anomalia excèntrica.

Va ser derivada per primera vegada per Johannes Kepler el 1609 en el capítol 60 de la seva Astronomia nova, i en el llibre V del seu Epitome Astronomiae Copernicanae (1621) Kepler va proposar una solució iterativa a l'equació. L'equació ha tingut un paper important en la història de la física i les matemàtiques, en particular en la mecànica celeste clàssica.

## Moviment mitjà
Suposem que el planeta dona una volta al Sol en un temps anomenat període T.
El moviment mitjà n és l'angle girat en la unitat de temps suposant moviment uniforme  n  =  360/T  en graus/dia si el període s'expressa en dies. Usant la 3  a  llei de Kepler
{\displaystyle {\frac {GMT^{2}}{a^{3}}}=4\pi ^{2}} és:
{\displaystyle N={\frac {2\pi }{T}}={\sqrt {\frac {GM}{a^{3}}}}} en radiants/dia sent  a  l'semieix major de l'òrbita.
S'obté  n  en radiants/dia o en º/dia si  a  s'expressa en ua mitjançant:
{\displaystyle N={\frac {k}{a^{\frac {3}{2}}}}}
on {\displaystyle k} és la constant de Gauss, o el moviment mitjà diari de la Terra el valor és 0,01720209895 radians/dia o 0,9856076686 graus/dia.
Si t  0  és l'instant de pas pel periheli P, l'anomalia mitjana en un instant t és:
{\displaystyle M=n\times (t-t_{0})}

## Demostració de l'Equació de Kepler
El semieix major de l'òrbita és {\displaystyle a}, i el semieix menor és {\displaystyle b}. L'excentricitat de l'òrbita és {\displaystyle e}, i l'estrella ocupa un dels focus {\displaystyle F}, a una distància {\displaystyle c=ae} del centre {\displaystyle C} de l'el·lipse. El planeta està en el periheli En {\displaystyle P} en moment {\displaystyle t=0} o més en general en el moment {\displaystyle t_{0}}. Pretenem trobar el temps {\displaystyle T=t-t_{0}} que tarda el planeta en arribar {\displaystyle S}.
La circumferència principal té una relació d'afinitat entre els seus ordenades i les ordenades de l'el·lipse, ja que són més grans en un factor {\displaystyle a/b}.
Per a qualsevol punt donat {\displaystyle S} de l'el·lipse pot traçar al punt corresponent punt {\displaystyle R} en la circumferència principal. L'angle {\displaystyle PCR} és l'anomalia excèntrica (l'angle {\displaystyle E}) mentre que l'angle {\displaystyle PFS} és l'anomalia veritable.
Sabem que per la segona llei de Kepler les àrees escombrades pel radi vector del planeta en temps iguals són iguals. L'àrea {\displaystyle PFR} és l'homòloga de l'àrea {\displaystyle PFS} escombrada pel planeta:
{\displaystyle PFR={\frac {a}{b}}PFS}
Sabem que, en el temps del període orbital {\displaystyle \tau }, el planeta escombra l'àrea sencera de l'el·lipse {\displaystyle \pi ab}. Per això en un temps {\displaystyle T/\tau } l'àrea escombrada serà:
{\displaystyle PFS={\frac {T}{\tau }}\pi ab}
i substituint aquesta expressió en l'anterior:
{\displaystyle PFR={\frac {T}{\tau }}\pi a^{2}}
Però l'àrea {\displaystyle PFR} és la resta de les àrees {\displaystyle PCR} e {\displaystyle FCR}:
{\displaystyle PFR=PCR-FCR\;}
L'àrea {\displaystyle PCR} és el sector circular l'angle central és E. Com el cercle té una àrea total {\displaystyle \pi a^{2}} i la fracció és {\displaystyle E/2\pi }, tenim:
{\displaystyle PCR={\frac {a^{2}}{2}}E}
Mentre que l'àrea {\displaystyle FCR} és un triangle la base és la semi-distància focal {\displaystyle FC} de longitud {\displaystyle c=ae}, i l'alçada és {\displaystyle a\,\mathrm {sin} \,E}:
{\displaystyle FCR={\frac {a^{2}}{2}}e\,\mathrm {sin} \,E}
Per la qual cosa:
{\displaystyle PFR={\frac {T}{\tau }}\pi a^{2}={\frac {a^{2}}{2}}E-{\frac {a^{2}}{2}}e\,\mathrm {sin} \,E}
Dividint per {\displaystyle a^{2}/2}:
{\displaystyle {\frac {2\pi }{\tau }}T=E-e\,\mathrm {sin} \,E}
Però {\displaystyle n=2\pi /\ {\tau }} és el moviment mitjà i si multipliquem per T obtenim l'anomalia mitjana {\displaystyle M=n\,T=n\,(t-t_{0})}
el que ens dona l'equació de Kepler:
{\displaystyle M=E-e\,\mathrm {sin} \,E\;}
 Nota:  Per entendre la importància d'aquesta fórmula, consideri que és una fórmula anàloga que dona l'angle {\displaystyle \theta } girat en un moviment circular i uniforme (velocitat angular constant) {\displaystyle n}:
{\displaystyle N\,T=\theta \;}

## Mètodes de resolució de l'Equació de Kepler
Per a un temps t donat,  M  és conegut, amb la qual queda una equació transcendent en  E  la resolució anem a abordar.

### Mètode gràfic
- Exemple:

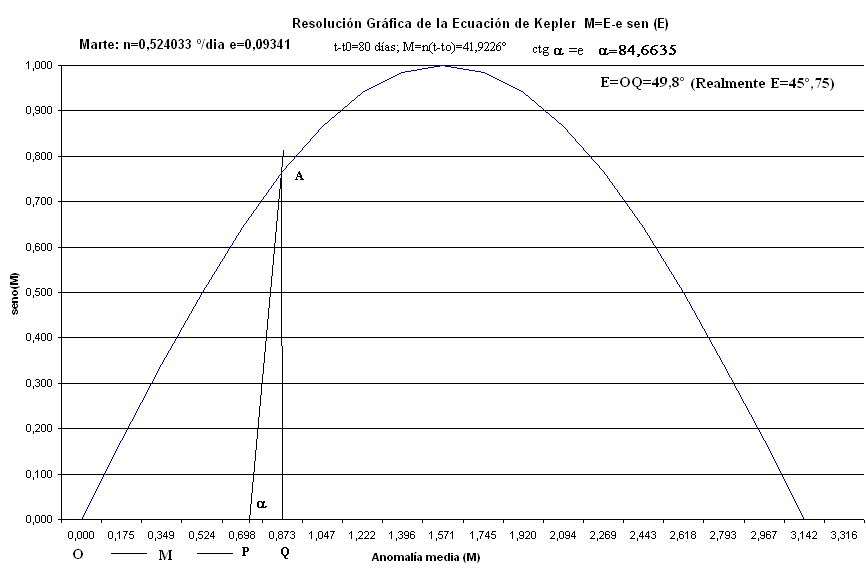
Mètode gràfic aproximat de resoldre l'equació de Kepler.

Suposem el planeta Mart el any sideri = 686,98 dies i volem calcular l'anomalia excèntrica 80 dies després que el planeta passi pel periheli
El moviment mitjà a = 0,524033 º/dia i l'anomalia mitjana: {\displaystyle M=n\times (t-t_{0})} = 41 º, 9226
Per resoldre l'equació de Kepler, en el gràfic de dibuixa una sinusoide. Sobre l'eix x es mesura M = OP i es dibuixa una recta amb inclinació sobre l'eix x tal que:
{\displaystyle cotg(\alpha )=i}.
Llavors {\displaystyle PQ=e\times \sin E} amb el que {\displaystyle OQ=OP+PQ=M+e\times \sin E}
Aplicada per Mart T = 686,98 dies, i = 0,09341 i 80 dies després del pas pel periheli.
L'anomalia mitjana val M = 41,9226 i la a. excèntrica surt E = 49,8 quan hauria de sortir 45,75.

### Mètode de les aproximacions successives
S'escriu l'equació de Kepler en la forma:
{\displaystyle E=M+e\times \sin E}
Com normalment la excentricitat  i  és petita pot menysprear i l'aproximació inicial E  0  = M.
Ara s'aplica l'equació de Kepler per obtenir un nou valor:
{\displaystyle E_{1}=M+e\times \sin E_{0}} i en general
{\displaystyle E_{i}=M+e\times \sin E_{i-1}}
es iter el càlcul les vegades necessàries fins que la diferència entre E  i-1  i E  i  és menor que una quantitat prefixada o error.
Un script de Java que fa això és:
 with (Math){
 n = 2 * PI/P; 
 M = n * T; 
 E0 = M; 
 E1 = M+ex * sin (E0); 
 while (abs (E1-E0)> 0.0001){
 E0 = E1; 
 E1 = M+ex * sin (E0); 
}
S'ha usat l'estructura de  while (condició)  i així mentre es compleixi la condició seguirà iterada.

 Nota important: 
L'equació es pot resoldre en radiants o graus en aquest darrer cas cal fer homogenis els dos sumands convertint radians a graus:
{\displaystyle E_{i}=M+{\frac {180}{\pi }}\times e\times \sin E_{i-1}}
En l'applet es resol en radiants.
- Exemple:

Suposem que volem calcular l'anomalia excèntrica del planeta Mart, 80 dies després que el planeta passi pel periheli i amb un error menor que 0,00001. La següent taula resumeix els resultats de les diferents iteracions:
| Iteració | Ei       | Diferència |
| 0        | 41,92260 |            |
| 1        | 45,49841 | 3,57581    |
| 2        | 45,73981 | 0,24140    |
| 3        | 45,75558 | 0,01577    |
| 4        | 45,75661 | 0,00103    |
| 5        | 45,75668 | 0,00007    |
| 6        | 45,75668 | 0,000004   |

Amb només 6 iteracions es pot veure que E = 45,75668 amb totes les seves xifres exactes.

 Nota:  Quan l'excentricitat s'acosta a 1 es necessiten moltes més iteracions per aconseguir el mateix error.

### Mètode de Newton
El mètode de Newton consisteix a calcular una arrel d'una equació f (x) = 0
mitjançant l'expressió:
{\displaystyle X_{n+1}=x_{n}-{\frac {f(x_{n})}{f'(x_{n})}}.}
Per a això n'hi ha prou amb escriure l'equació de Kepler com
{\displaystyle E-e\times \sin E-M=0}
i aplicar aquest mètode.

## Moviment el·líptic
- Veure article principal de Moviment el·líptic

Quan ja s'han calculat l'anomalia mitjana M, i mitjançant la resolució de l' Equació de Kepler l'anomalia excèntrica E i després l'anomalia veritable V, encara queden moltes relacions de tractar. A tall d'exemple:
- Posició cartesiana (x, y) del planeta respecte a l'estrella:
  - En funció anomalia excèntrica:

{\displaystyle X=a\times (\cos E-e)}
{\displaystyle I=a\times {\sqrt {1-i^{2}}}\times \sin E}
- - En funció anomalia veritable:

{\displaystyle X=r\times \cos V}
{\displaystyle I=r\times \sin V}
- Ràdio vector
  - En funció anomalia excèntrica

{\displaystyle R=a\times (1-e\times \cos E)}
- - En funció anomalia veritable:

{\displaystyle R={\frac {a\times (1-e^{2})}{1+e\times \cos V}}}
- Desenvolupaments en sèrie de potències de  i  d'E, V ir:

{\displaystyle E=M+e\times \sin M+{\frac {i^{2}}{2}}\times \sin(2\times M)+...}
{\displaystyle V=M+2\times e\times \sin M+{\frac {5i^{2}}{4}}\times \sin(2\times M)+...}
{\displaystyle R=a\times (1-e\times \cos M+{\frac {i^{2}}{2}}\times (1-\cos(2\times M)))+...}
on s'han desenvolupat fins a 2n ordre.

## Nota final
Mentre que la llei de les àrees és general no només per a cossos atrets per la Llei de Newton o llei de la inversa del quadrat de la distància, sinó per a totes les forces centrals, la direcció està en la línia que uneix les partícules. L'Equació de Kepler és vàlida només per a cossos que es mouen en una òrbita tancada el·líptica amb  0 ≤ i <1 .
Per òrbites obertes amb  i> 1  (Hipèrbola) la mateixa llei de les àrees porta a una formulació lleugerament diferent. (Resolució del moviment hiperbòlic)